# José Corrales Egea
José Corrales Egea (Larache, Marruecos español, 1921 - Madrid, 28 de junio de 1990) fue un escritor y crítico literario español.

## Biografía
Nació en el Protectorado español de Marruecos. Escribió su primera novela con apenas quince años, Hombres de acero (1935, con prólogo de Benjamín Jarnés) y se licenció en Filología Románica; marchó a París a ampliar sus estudios con una beca, y viajó además por toda Europa: Italia, Inglaterra, Bélgica, Portugal; y también por toda España, pero se asentó en París. Cuando venía a España tomaba parte de la tertulia de escritores antifascistas que entre 1945 y 1953 se reunía las noches de los sábados en el café Lisboa de la Puerta del Sol, integrada además por Juan Eduardo Zúñiga, Arturo del Hoyo, su esposa Isabel Gil de Ramales, Vicente Soto, Francisco García Pavón, José Ares Montes y Antonio Buero Vallejo, entre otros. Ejerció como profesor de lengua y literatura en la Sorbona durante su exilio en París. Colaboró en las revistas Ínsula (desde 1949, por invitación de Enrique Canito), Cuadernos para el Diálogo y Triunfo. En 1954 publicó una colección de once relatos, Por la orilla del tiempo, pero años después la censura española le obligó a publicar en Francia, traducida al francés por R. M. Ducaud, en la prestigiosa editorial Gallimard, L'autre face (1960), una de las cumbres del realismo social español. Su acción transcurre en España durante el decenio de 1945-1955 y todavía hoy es poco conocida en España. Dos años después se editó en español, también en Francia, con el título La otra cara (París: Librería Española, 1962). De 1976 es su novela Semana de pasión, finalista del premio Nadal; trata del regreso a España, después de una ausencia de casi treinta años, de un famoso intelectual exiliado, próximo al término de su vida. También historió la narrativa española del siglo XX en su trabajo La novela española actual (1969).

## Obras
- Hombres de acero (1935)
- Por la orilla del tiempo (1954), relatos.
- L'autre face ("La otra cara", publicada en francés por la editorial Gallimard en 1960 y en español con el título La otra cara (París: Librería Española, 1962)
- La novela española actual (ensayo de ordenación) (1971)
- Semana de pasión (1976), finalista del Premio Nadal.
- Baroja y Francia, Madrid: Taurus, 1969
- Los escritores y la Guerra de España, 1977.